# Quốc lộ N1
Quốc lộ N1 là quốc lộ kết nối hệ thống đường hành lang ở các tỉnh Đồng bằng sông Cửu Long dọc biên giới tây nam Việt Nam.

## Lộ trình
Đầu tuyến đường N1 kết nối với điểm cuối tuyến Quốc lộ 14C tại thị trấn Đông Thành, huyện Đức Huệ, tỉnh Long An. Điểm cuối tại Quốc lộ 80, Ngã ba Cây Bàng, xã Thuận Yên, thành phố Hà Tiên, tỉnh Kiên Giang. Đi qua các tỉnh Long An, Đồng Tháp, An Giang và Kiên Giang. Quốc lộ N1 có tổng chiều dài của tuyến đường N1 là 235 km.
Quốc lộ N1 là trục giao thông thứ năm sau bốn tuyến còn lại là Quốc lộ 1, Đường cao tốc Bắc – Nam phía Đông (TP. Hồ Chí Minh – Trung Lương – Mỹ Thuận – Cần Thơ – Cà Mau, Đường Hồ Chí Minh, Đường cao tốc Bắc – Nam phía Tây, Đường ven biển Việt Nam (TP. Hồ Chí Minh – Long An – Tiền Giang – Bến Tre – Sóc Trăng) – Quốc lộ 60.

### Đức Huệ – Mỏ Vẹt
Đoạn Đức Huệ – Mỏ Vẹt trùng với Đường tỉnh 839 đã nâng cấp.

### Mỏ Vẹt – Bình Hiệp
Dự án này được phê duyệt theo quyết định số 922/QĐ-BGTVT của Bộ Giao thông vận tải Việt Nam ngày 10/4/2009 với quy mô đường cấp bốn ở khu vực đồng bằng, nền rộng 9m, mặt rộng 6m (giai đoạn một mặt đường đá dăm láng nhựa, giai đoạn hai xây dựng mặt đường bê tông nhựa).
Trên đoạn đường này cần xây dựng 15 cầu tải trọng HL93, khổ cầu 9m với tổng mức đầu tư là 625,7 tỷ đồng. Toàn tuyến dài khoảng 30 km.
Xét đề nghị của UBND tỉnh Long An (văn bản số 6121/UBND-CN ngày 29/11/2007), ý kiến của Bộ Kế hoạch và Đầu tư (Văn bản số 8260/BKH-KCHT&ĐT ngày 09/11/2007) và Bộ GTVT (văn bản số 203/BGTVT-KHĐT ngày 09/01/2008) về việc đầu tư Dự án xây dựng đường Bình Hiệp – Mỏ Vẹt, tỉnh Long An, ngày 22/1, Thủ tướng Chính phủ có văn bản số 127/TTg–CN cho phép đầu tư Dự án xây dựng đường Bình Hiệp - Mỏ Vẹt, tỉnh Long An như đề nghị của UBND tỉnh Long An tại văn bản nêu trên. Tuy nhiên, do thực hiện Nghị quyết 11/NQ-CP ngày 24/02/2011 của Chính phủ nên đến nay (2018), dự án vẫn chưa được bố trí nguồn vốn để triển khai.

### Bình Hiệp – Tân Hồng
Đoạn Bình Hiệp – Tân Hồng đang được kiến nghị đầu tư.

### Tân Hồng – Hồng Ngự
Đoạn Tân Hồng – Hồng Ngự trùng với Quốc lộ 30 đã đầu tư xong.

### Hồng Ngự – Tân Châu
Đoạn Hồng Ngự – Tân Châu trùng với tỉnh lộ 841.

### Tân Châu – Châu Đốc
Đoạn qua địa phận tỉnh An Giang (Tân Châu – Châu Đốc, từ Km 139+922 – Km 160+590) dự kiến đi song song và cách Đường tỉnh 953 khoảng 1,5 – 2 km; có chiều dài khoảng 21 km, điểm đầu là nút giao với Quốc lộ 80B (phường Long Sơn, TX. Tân Châu), điểm cuối là nút giao với Quốc lộ 91 (phường Vĩnh Mỹ, TP. Châu Đốc). Dự án có 2 hợp phần chính là đường và cầu. Trong đó, tuyến chính được thiết kế theo tiêu chuẩn cấp III đồng bằng và cầu Châu Đốc dài 667m, ngang 14m. Dự án có tổng vốn đầu tư 2.131 tỷ đồng, trong đó, vốn Trung ương 1.493 tỷ đồng, vốn của tỉnh An Giang 637 tỷ đồng, thời gian thực hiện 4 năm (2021 – 2024).
Dự án sau khi hoàn thành sẽ rút ngắn thời gian đi từ Châu Đốc – Tân Châu đến Thành phố Hồ Chí Minh và các tỉnh miền Đông Nam Bộ, tạo điều kiện thu hút du khách đến tham quan khu du lịch Quốc gia Núi Sam, Miếu Bà Chúa Xứ, từng bước hoàn thiện kết cấu hạ tầng giao thông, tạo điều kiện phát triển ngành du lịch, đáp ứng nhu cầu phát triển phát triển kinh tế xã hội tỉnh An Giang, góp phần đảm bảo an ninh quốc phòng khu vực biên giới Tây Nam.

### Châu Đốc – Tịnh Biên
Đoạn Châu Đốc – Tịnh Biên là tuyến tránh Quốc lộ 91 đã được hoàn thành năm 2015.

### Tịnh Biên – Hà Tiên
Đoạn từ Tịnh Biên (An Giang) đi Hà Tiên (Kiên Giang) đã được hoàn thành. Đoạn này chạy dọc theo kênh Vĩnh Tế và biên giới Việt Nam-Campuchia. Chiều dài gần 63 km và gần bằng chiều dài của đường cao tốc Mai Sơn – Quốc lộ 45 với 25 km thuộc địa phận An Giang, 38 km thuộc địa phận Kiên Giang. Kinh phí đầu tư ban đầu là 297 tỷ đồng. Bắt đầu triển khai thi công từ tháng 5 năm 2004. Hoàn thành năm 2007.